# CAFTA en Guatemala

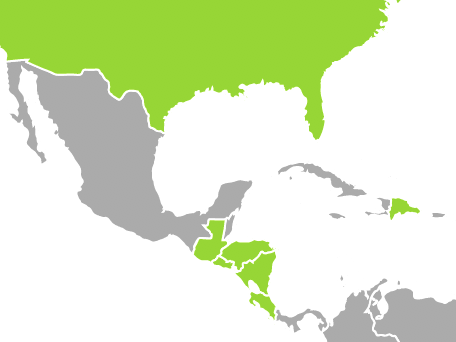
Países que forman parte del tratado CAFTA

El CAFTA (Dominican Republic-Central America Free Trade Agreement) en inglés, o TLC (Tratado de Libre Comercio entre República Dominicana, Centroamérica y Estados Unidos de América) en español, es un tratado que busca la creación de una zona de libre comercio entre los países firmantes. 

## Ratificación
El congreso guatemalteco ratificó el 10 de marzo de 2005 el tratado mediante el Decreto 31-2005, con ciento veinte y seis votos a favor y doce en contra, dándole calidad de emergencia nacional al considerarle un tema de prioridad en el tratamiento legislativo. Fue el tercer país en ratificar, antecedido por El Salvador y Honduras. El 9 de marzo, el tratado fue presentando a la Asamblea Legislativa por el presidente de la comisión de Economía y Comercio Exterior, Mariano Rayo; sin haberse realizado ninguna discusión o estudio de la propuesta, el tratado fue ratificado y notificado al presidente de la república, para su respectiva publicación. La aprobación fue posible mediante el cambio de postura de la bancada del partido Unión Nacional de la Esperanza, quien dio sus votos a favor.
Los diputados que votaron en contra de la ratificación, argumentaron que el tratado:

fue negociado a espaldas de la población... solo defiende los intereses de un pequeño grupo de empresarios... y el gobierno se ha resistido a informar del verdadero contenido, objetivo y efectos
Víctor Sales, diputado por el partido Unidad Revolucionaria Nacional Guatemalteca

Días antes a la introducción de la propuesta, diversas organizaciones e instituciones presentaron sus muestras de rechazo al tratado. Es así que el 1 de marzo, acompañado de una protesta callejera integrada por varios sindicatos, el Consejo Superior Universitario de la Universidad de San Carlos, emitió un comunicado televisivo expresando su rechazo a la ratificación del tratado sin previa consulta popular. Dos días después, el rector de la universidad ya mencionada solicitó formalmente a la Asamblea que se efectuase una consulta que incluyese a toda la ciudadanía El día 6 de marzo, la Conferencia Episcopal de Guatemala se pronuncia en contra del tratado, 
El día en que se presentó la propuesta al congreso y el día de la aprobación de la misma, se suscitaron violentas protestas en los alrededores del congreso y de la embajada de Estados Unidos, exigiendo que la ratificación del tratado fuese sometida a un referéndum, el cual dictaminaría la voluntad popular. El saldo de las protestas fue de un policía lesionado y un individuo capturado por el delito de desórdenes públicos.